# Premier League 2004/2005
V sezóně 2004/05 nejvyšší anglickou ligu vyhrála Chelsea. Sestoupily týmy Crystal Palace, Norwich City a Southampton.

## Konečná tabulka
| Poz | Klub                 | Z  | V  | R  | P  | Skóre | Bod | Pozn. |
| --- | -------------------- | -- | -- | -- | -- | ----- | --- | ----- |
| 1   | Chelsea              | 38 | 29 | 8  | 1  | 72-15 | 95  | CL    |
| 2   | Arsenal              | 38 | 25 | 8  | 5  | 87-36 | 83  | CL    |
| 3   | Manchester United    | 38 | 22 | 11 | 5  | 57-26 | 77  | CLQ   |
| 4   | Everton              | 38 | 18 | 7  | 13 | 45-46 | 61  | CLQ   |
| 5   | Liverpool            | 38 | 17 | 7  | 14 | 52-41 | 58  | CLQ   |
| 6   | Bolton Wanderers     | 38 | 16 | 10 | 12 | 49-44 | 58  | UC    |
| 7   | Middlesbrough        | 38 | 14 | 13 | 11 | 53-46 | 55  | UC    |
| 8   | Manchester City      | 38 | 13 | 13 | 12 | 47-39 | 52  |       |
| 9   | Tottenham Hotspur    | 38 | 14 | 10 | 14 | 47-41 | 52  |       |
| 10  | Aston Villa          | 38 | 12 | 11 | 15 | 45-51 | 47  |       |
| 11  | Charlton Athletic    | 38 | 12 | 10 | 16 | 42-58 | 46  |       |
| 12  | Birmingham City      | 38 | 11 | 12 | 15 | 40-46 | 45  |       |
| 13  | Fulham               | 38 | 12 | 8  | 18 | 52-60 | 44  |       |
| 14  | Newcastle United     | 38 | 10 | 14 | 14 | 47-57 | 44  | UI    |
| 15  | Blackburn Rovers     | 38 | 9  | 15 | 14 | 32-43 | 42  |       |
| 16  | Portsmouth           | 38 | 10 | 9  | 19 | 43-59 | 39  |       |
| 17  | West Bromwich Albion | 38 | 6  | 16 | 16 | 36-61 | 34  |       |
| 18  | Crystal Palace       | 38 | 7  | 12 | 19 | 41-62 | 33  | S     |
| 19  | Norwich City         | 38 | 7  | 12 | 19 | 42-77 | 33  | S     |
| 20  | Southampton          | 38 | 6  | 14 | 18 | 45-66 | 32  | S     |

Z = odehrané zápasy; V = výhry; R = remízy; P = prohry; Bod = počet bodů

CL = přímý postup do Ligy mistrů, CLQ = postup do kvalifikace o Ligu mistrů, UC = postup do poháru UEFA, UI = postup do poháru Intertoto, S = sestup

## Střelecká tabulka
| Střelec                 | Stát       | Klub              | Počet gólů |
| ----------------------- | ---------- | ----------------- | ---------- |
| Thierry Henry           | Francie    | Arsenal           | 25         |
| Andy Johnson            | Anglie     | Crystal Palace    | 21         |
| Robert Pirès            | Francie    | Arsenal           | 14         |
| Jermain Defoe           | Anglie     | Tottenham Hotspur | 13         |
| Jimmy Floyd Hasselbaink | Nizozemsko | Middlesbrough     | 13         |
| Frank Lampard           | Anglie     | Chelsea           | 13         |
| Aiyegbeni Yakubu        | Nigérie    | Portsmouth        | 13         |
| Andrew Cole             | Anglie     | Fulham            | 12         |
| Peter Crouch            | Anglie     | Southampton       | 12         |
| Eiður Guðjohnsen        | Island     | Chelsea           | 12         |